# Liste der Baudenkmäler in Münsing

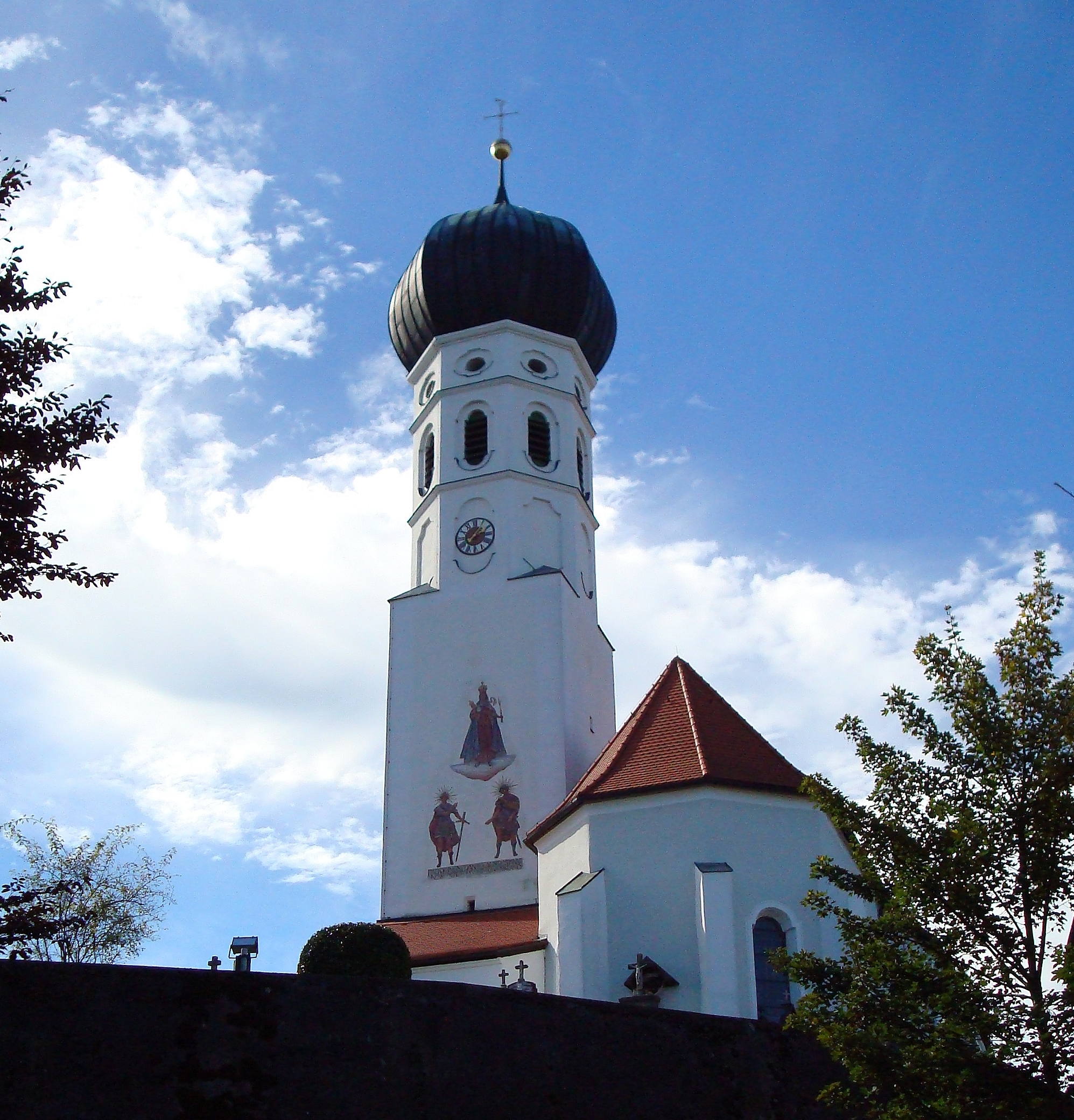
Münsing, Pfarrkirche Mariä Himmelfahrt

Auf dieser Seite sind die Baudenkmäler in der oberbayerischen Gemeinde Münsing zusammengestellt. Diese Tabelle ist eine Teilliste der Liste der Baudenkmäler in Bayern. Grundlage ist die Bayerische Denkmalliste, die auf Basis des Bayerischen Denkmalschutzgesetzes vom 1. Oktober 1973 erstmals erstellt wurde und seither durch das Bayerische Landesamt für Denkmalpflege geführt wird. Die folgenden Angaben ersetzen nicht die rechtsverbindliche Auskunft der Denkmalschutzbehörde.

## Baudenkmäler nach Ortsteilen

### Münsing
| Lage                               | Objekt                                    | Beschreibung | Akten-Nr.     | Bild                  |
| ---------------------------------- | ----------------------------------------- | --- | ------------- | --------------------- |
| Am Kirchberg 2 (Standort)          | Katholische Pfarrkirche Mariä Himmelfahrt | barocker Saalbau mit eingezogenem Chor und südlichem Zwiebelturm, Chor im Kern spätgotisch, Turmoberbau und Barockisierung um 1640/50, Umgestaltung um 1765/70, westliche Erweiterung um 1919; mit Ausstattung. | D-1-73-137-1  | weitere Bilder        |
| Bachstraße 9 a (Standort)          | Baderschmied                              | Ehemaliges Bauernhaus, zweigeschossiger Flachsatteldachbau mit traufseitiger Laube und teilverschalter Giebellaube, 2. Hälfte 18. Jahrhundert                                                                   | D-1-73-137-2  | Baderschmied          |
| Bachstraße 12 (Standort)           | Ehemaliges Bauernhaus                     | zweigeschossiger Flachsatteldachbau mit Giebellaube und Traufbundwerk, Anfang 19. Jahrhundert | D-1-73-137-3  | weitere Bilder        |
| Bachstraße 27 (Standort)           | Ehemaliges Bauernhaus                     | Satteldachbau mit Blockbau-Obergeschoss, Lauben, verschaltem Giebel und Traufbundwerk, im Kern 18. Jahrhundert                                                                                                  | D-1-73-137-4  | Ehemaliges Bauernhaus |
| Grondlergasse 11 (Standort)        | Bauernhaus                                | Zweigeschossiger Satteldachbau mit reich gestalteten Vordach und Hausfigur, Mitte 19. Jahrhundert, Hausmadonna Ende 17. Jahrhundert; Getreidekasten, obergeschossiger Blockbau, bezeichnet 1558, eingebaut.     | D-1-73-137-6  | weitere Bilder        |
| Hauserweg 2 (Standort)             | Hausfigur                                 | Skulptur, gefasste Holzfigur des Auferstandenen, wohl 15./16. Jahrhundert | D-1-73-137-8  | Hausfigur             |
| Holzhausener Straße 3 (Standort)   | Getreidekasten                            | Sogenannter Schwedenstadel, zweigeschossiger Blockbau bezeichnet 1628, eingebaut in teilerneuerten alten Überbau.                                                                                               | D-1-73-137-9  | weitere Bilder        |
| Lothgasse 11 (Standort)            | Wegkreuz                                  | Hölzernes gefasstes Kruzifix mit Malereien und Aussägearbeiten am Wettermantel, Mitte 19. Jahrhundert; bei Grondlergasse 11.                                                                                    | D-1-73-137-64 | Wegkreuz              |
| Weipertshauser Straße 1 (Standort) | Pfarrhaus                                 | Zweigeschossiger Walmdachbau in Ecklage mit nordöstlichem Walmdach-Vorbau, im Kern wohl 1650, im 1. Drittel 19. Jahrhundert verändert.                                                                          | D-1-73-137-10 | weitere Bilder        |

### Ambach
| Lage                          | Objekt                                            | Beschreibung | Akten-Nr.     | Bild                         |
| ----------------------------- | ------------------------------------------------- | --- | ------------- | ---------------------------- |
| Holzbergstraße 7 (Standort)   | Getreidekasten                                    | Zweigeschossiger Blockbau mit verschaltem Satteldachgiebel und Laube, bezeichnet 1578. | D-1-73-137-11 | weitere Bilder               |
| Holzbergstraße 10 (Standort)  | Villa Max                                         | Landhaus von Charlotte Felshof, dann Künstlervilla des Gabriel von Max, zweigeschossiger Flachsatteldachbau mit Zwerchhaus, Veranden und Lauben an der Trauf- und Giebelseite im Süden und Westen, 1872; Bootshaus, holzverschalter Ständerbau mit Veranda, um 1900. | D-1-73-137-76 | weitere Bilder               |
| Luigenkamer Weg 2a (Standort) | Getreidekästen                                    | Zwei obergeschossige Blockbauten, 1. und 2. Hälfte 17. Jahrhundert, gemeinsamer Überbau später. | D-1-73-137-12 | Getreidekästen               |
| Seeleitn 60 (Standort)        | Piloty-Haus (Villa Brentano)                      | Kernbau nach 1877, Erweiterung nach 1895 von Friedrich von Thiersch und später. Auf der Nordseite Evangelistenfries, 1610 (wohl Kopie). Zugehöriger ehemaliger erdgeschossiger Getreidekasten, um 1580 (als Sommerhäusl aufgestellt).                                | D-1-73-137-13 | Piloty-Haus (Villa Brentano) |
| Seeleitn 83 (Standort)        | Landhaus                                          | Zweigeschossiger Satteldachbau in alpenländischen Heimatstilformen mit erdgeschossigem Eckerker, Veranda und Zierfachwerk, 1896. | D-1-73-137-67 | weitere Bilder               |
| Seeuferstraße 3 (Standort)    | Landhaus                                          | Zweigeschossiger teilweise verschindelter Satteldachbau in Heimatstilformen mit Eckerker und Putzgliederung, von Emanuel von Seidl, 1894; Getreidekasten, erdgeschossiger Blockbau, wohl 17. Jahrhundert                                                             | D-1-73-137-14 | Landhaus                     |
| Seeuferstraße 14 (Standort)   | Villa Max von Widnmann                            | Villa Max von Widnmann, zweigeschossiger, verputzter Flachsatteldachbau mit Treppenhausrisalit, 1863, Erweiterung des Risalits mit Loggia, um 1889. | D-1-73-137-73 | Villa Max von Widnmann       |
| Seeuferstraße 23 (Standort)   | Kapelle                                           | Neugotischer kleiner Saalbau mit dreiseitigem Chorschluss und Giebelreiter, 1873/74; mit Ausstattung. | D-1-73-137-15 | weitere Bilder               |
| Seeuferstraße 25 (Standort)   | Villa erbaut für Gyula Benczúr, dann Bonsels-Haus | Landhaus, zweigeschossiger putzgegliederter Walmdachbau mit Schopfwalmdachrisalit und Veranda, 1885; Gartenhaus, holzverschalter Ständerbohlenbau, nach 1885; beide von Béla Benczúr. Grab Waldemar Bonsels, Tuffsteintumba, 1952.                                   | D-1-73-137-16 | weitere Bilder               |
| Seeuferstraße 26 (Standort)   | Villa                                             | Zweigeschossiger putzgegliederter Gruppenbau über Sockelgeschoss in historisierenden Formen mit Eckerkerturm, Veranda und Balkon, im Kern 1881, Umbau 1885 durch Ludwig Deiglmayr.                                                                                   | D-1-73-137-17 | Villa                        |
| Seeuferstraße 30 (Standort)   | Kleinbauernhaus                                   | Ehemalige Sölde, zweigeschossiger Halbwalmdach-Blockbau mit zweiseitig umlaufender Laube und verschaltem Giebelfeld, wohl 2. Hälfte 17. Jahrhundert, bezeichnet 1897.                                                                                                | D-1-73-137-19 | BW                           |
| Seeuferstraße 31 (Standort)   | Gasthaus Fischmeister                             | Dreigeschossiger putzgegliederter Flachsatteldachbau in heimatstiligen Formen mit Balkons und Giebeloculi, bezeichnet 1852. | D-1-73-137-18 | Gasthaus Fischmeister        |
| Seeuferstraße 69 (Standort)   | Pavillon                                          | Erdgeschossiger Holzbau mit gebrochenem Zeltdach, 1906. | D-1-73-137-20 | weitere Bilder               |

### Ammerland
| Lage                              | Objekt                             | Beschreibung | Akten-Nr.     | Bild           |
| --------------------------------- | ---------------------------------- | --- | ------------- | -------------- |
| Nördliche Seestraße 3 (Standort)  | Landhaus                           | erdgeschossiger Satteldachbau mit Kniestock und holzverschalten Giebeln in Formen des Heimatstils, für Hermine Bosetti, von August Nopper 1926, erweitert von Joseph Böck 1927 | D-1-73-137-74 | weitere Bilder |
| Nördliche Seestraße 11 (Standort) | Schlosskapelle Heilige Drei Könige | Steildachbau mit Dachreiter, 2. Hälfte 17. Jahrhundert; mit Ausstattung. | D-1-73-137-22 | weitere Bilder |
| Nördliche Seestraße 13 (Standort) | Schloss Ammerland                  | Dreigeschossiger barocker Walmdachbau mit zwei Zwiebel-Ecktürmen und Putzgliederung, wohl von Caspar Feichtmayr, 1683–1685. | D-1-73-137-23 | weitere Bilder |
| Nördliche Seestraße 19 (Standort) | Kavaliershaus                      | Landhaus, zweigeschossiger putzgegliederter Mansardwalmdachbau in neubarocken Formen, von Emanuel von Seidl, um 1907. | D-1-73-137-24 | Kavaliershaus  |
| Siegleweg 10 (Standort)           | Villa Rösl                         | Künstlervilla, dreigeschossiger durch Erker, Loggien und Treppenhausturm gegliederter Steildachbau in historisierender Art eines Tiroler Ansitzes mit Halbwalmen und nördlichem Atelieranbau, von Joseph Rösl, ab 1870, 1903 erweitert; Villengarten, Anlage gleichzeitig; Einfahrtstor, Pfeilermauer mit barockem schmiedeeisernem Gitter, um 1903, Gitter ehemaliges Chorgitter der Münchener Frauenkirche um 1622.                                            | D-1-73-137-27 | Villa Rösl     |
| Südliche Seestraße 29 (Standort)  | Villa Max                          | Landhaus, dann Künstlervilla, zweigeschossiger teilverschalter Flachsatteldachbau in historisierenden Formen mit Giebelrisalit, Balusterbalkons und Putzgliederung, im Kern von 1868, um 1876/77 Erweiterung und Ausbau zum Künstlerhaus von Gabriel von Max; mit Ausstattung; ehemaliges Sommer- und Waschhaus, kleiner Holzbau mit Bundwerk unter Verwendung älterer Teile, 1876/77, modern erweitert; Brunnen, gusseiserne Brunnensäule, Ende 19. Jahrhundert | D-1-73-137-25 | weitere Bilder |
| Südliche Seestraße 31 (Standort)  | Villa Siegle                       | Landhaus, dreigeschossiger Gruppenbau in Heimatstilformem mit Zierfachwerk, Erkern, Treppenhausturm und verschaltem oberstem Geschoss, Umbau durch Emanuel von Seidl, 1884, 1892 und 1910; Gartenpavillon, erdgeschossiger Bau mit dreiseitigem Umgang, Laterne und Belvedere, von Emanuel von Seidl, 1910. | D-1-73-137-26 | Villa Siegle   |

### Degerndorf
| Lage                         | Objekt                              | Beschreibung | Akten-Nr.     | Bild                  |
| ---------------------------- | ----------------------------------- | --- | ------------- | --------------------- |
| Dorfstraße 7 (Standort)      | Bauernhaus                          | Zweigeschossiger Flachsatteldachbau mit verschaltem Vordach und traufseitiger Laube, 18./19. Jahrhundert | D-1-73-137-34 | Bauernhaus            |
| Dorfstraße 19 (Standort)     | Ehemaliges Bauernhaus               | zweigeschossiger Flachsatteldachbau mit verschaltem Vordach, traufseitiger Laube und Bundwerk, 2. Hälfte 18. Jahrhundert. (Zur Geschichte des Hofes)                                                           | D-1-73-137-35 | Ehemaliges Bauernhaus |
| Dorfstraße 23 (Standort)     | Ehemaliges Bauernhaus               | Flachsatteldachbau mit Blockbau-Obergeschoss, zweiseitig umlaufender Laube und teilverschalter Giebellaube, Kern Mitte 17. Jahrhundert                                                                         | D-1-73-137-36 | Ehemaliges Bauernhaus |
| Dorfstraße 32 (Standort)     | Ehemaliges Bauernhaus               | Flachsatteldachbau mit verschaltem Blockbau-Obergeschoss und Giebel sowie traufseitigen Lauben und Bundwerk, Kern Anfang 17. Jahrhundert                                                                       | D-1-73-137-37 | weitere Bilder        |
| Kirchberg 3 (Standort)       | Katholische Pfarrkirche St. Michael | barocker Saalbau mit leicht eingezogenem Chor und nördlichem Turm, um 1620/30 wohl unter Einbeziehung eines mittelalterlichen Kerns, 1702 und 1726 barockisiert, Turmoberteil 19. Jahrhundert; mit Ausstattung | D-1-73-137-38 | weitere Bilder        |
| Sonderhamer Weg 1 (Standort) | Ehemaliges Bauernhaus               | Flachsatteldachbau mit Blockbau-Obergeschoss, traufseitiger Laube und verbrettertem Giebel, im Kern 18. Jahrhundert                                                                                            | D-1-73-137-40 | Ehemaliges Bauernhaus |

### Holzhausen
| Lage                          | Objekt                                               | Beschreibung | Akten-Nr.     | Bild           |
| ----------------------------- | ---------------------------------------------------- | --- | ------------- | -------------- |
| Ambacher Straße 24 (Standort) | Getreidekasten                                       | Erdgeschossiger Blockbau, 2. Hälfte 17. Jahrhundert, Überbau wohl später. | D-1-73-137-41 | Getreidekasten |
| Brunnenstraße 9 (Standort)    | Bauernhaus                                           | Flachsatteldachbau teilweise mit Blockbau-Obergeschoss, traufseitiger Laube und teilverschalter Giebellaube, Kern 2. Hälfte 17. Jahrhundert | D-1-73-137-42 | Bauernhaus     |
| Dörfel 1 (Standort)           | Getreidekasten                                       | Zweigeschossiger Blockbau, bezeichnet 1605, FlachsatteldachÜberbau alt. | D-1-73-137-43 | Getreidekasten |
| Kirchbergstraße 10 (Standort) | Katholische Pfarrkirche St. Johann Baptist und Georg | Saalbau mit eingezogenem Chor und nördlichem Zwiebel-Turm, 1470 unter Verwendung des ehemaligen Chorturms von 1420, 1611 und 1746 verändert; mit Ausstattung; Friedhof, mit schmiedeeisernen Grabkreuzen, Anlage mittelalterlich, Kreuze 18. bis 20. Jahrhundert;Friedhofsmauer, verputzt, Anlage mittelalterlich. | D-1-73-137-44 | weitere Bilder |
| Kirchbergstraße 13 (Standort) | Schulgebäude                                         | Ehemaliges Schulhaus mit Lehrerwohnhaus, zweigeschossiger pilastergegliederter Walmdachbau in barockisierenden Formen mit niedrigerem Wohnungsanbau, von Karl Bauer, 1913. | D-1-73-137-65 | weitere Bilder |

### Seeheim
| Lage                     | Objekt             | Beschreibung | Akten-Nr.     | Bild               |
| ------------------------ | ------------------ | --- | ------------- | ------------------ |
| Am Waldweg 26 (Standort) | Landhaus           | Zweigeschossiger teilweise verschalter Gruppenbau in Heimatstilformen über Sockelgeschoss mit Schopfwalmdächern, reichem Zierfachwerk, Turm und Erkern, 1902.                                                               | D-1-73-137-50 | Landhaus           |
| Seeleitn 2 (Standort)    | Landhaus           | Erdgeschossiger Satteldachbau mit weitem Vordach, Runderker, Rundbogenfenstern und Veranda, Anfang 20. Jahrhundert | D-1-73-137-51 | Landhaus           |
| Seeleitn 21 (Standort)   | Landhaus           | Zweigeschossiger Schopfwalmdachbau in historisierenden Heimatstilformen mit Zeltdach-Eckturm, Zierfachwerk-Veranda, Balkons, Glockenstuhl und plastischem Dekor, 1900.                                                      | D-1-73-137-52 | Landhaus           |
| Seeleitn 35 (Standort)   | Landhaus           | Zweigeschossiger lisenengegliederter Walmdachbau in klassizistischen Formen, mit Walm- und Fledermausgauben, um 1910/14, 1922 von Otto Gassner umgebaut.                                                                    | D-1-73-137-53 | BW                 |
| Seeleitn 57 (Standort)   | Ferienheim Seeheim | Ehemaliges Landhaus, jetzt Landschulheim, zweigeschossiger barockisierender Mansardwalmdachbau über hohem hangseitigem Sockelgeschoss mit Mansardhalbwalm-Querbau, verschalten Zierfachwerk-Erkern und Dachreiter, um 1900. | D-1-73-137-54 | Ferienheim Seeheim |

### Weipertshausen
| Lage                               | Objekt              | Beschreibung | Akten-Nr.               | Bild            |
| ---------------------------------- | ------------------- | --- | ----------------------- | --------------- |
| Nördliche Seestraße 126 (Standort) | Landhaus            | Dreigeschossiger reich gegliederter Walmdachbau in historisierenden Formen mit geschweiften Zwerchhäusern, Eckerkerturm, Balkons, Wintergarten und Putzgliederung, um 1900. | D-1-73-137-61           | weitere Bilder  |
| Nördliche Seestraße 126 (Standort) | Ökonomiegebäude     | Ökonomiegebäude, dreiseitig angeordnete putzgegliederte Satteldachbauten mit geschweiften Ziergiebeln, um 1900. | D-1-73-137-61 zugehörig | Ökonomiegebäude |
| Nördliche Seestraße 130 (Standort) | Schloss Seeburg     | Burgartige Anlage in neuromanischen Formen mit Erkern, Türmchen, Bergfried, Schlosskapelle und angebauten Nebengebäuden, entworfen von Julius Hofmann, 1888, 1902 von Friedrich von Thiersch umgestaltet, 1924 und 1942 erweitert; Bootshütte, hölzerner Flachsatteldachbau, von Friedrich von Thiersch, 1902; Einfriedung, Betonpfeiler, Ufereinfassungsmauer mit zwei Löwen und bildstockförmigem Leuchtturm, von Friedrich von Thiersch, 1902. (Zur Geschichte des Schlosses) | D-1-73-137-62           | weitere Bilder  |
| Weipertshausen 12 (Standort)       | Wegkapelle          | Offener Satteldachbau, 2. Hälfte 18. Jahrhundert; mit Ausstattung; nördlich vom Ort. | D-1-73-137-63           | weitere Bilder  |
| Weipertshausen 13 (Standort)       | Getreidekasten      | Getreidekasten, zweigeschossiger Blockbau, bezeichnet 1795, Flachsatteldach-Überbau alt. | D-1-73-137-59 zugehörig | Getreidekasten  |
| Weipertshausen 13 (Standort)       | Wohnhaus            | Fassade, reich bemalte Giebelverschalung und ornamentiertes Vordach, bezeichnet 1848 | D-1-73-137-59           | weitere Bilder  |
| Weipertshausen 31 (Standort)       | Kapelle St. Koloman | Dreiseitig geschlossener Saalbau mit Giebelreiter, im Kern von 1608, nach Einsturz 1985 rekonstruiert; mit Ausstattung. | D-1-73-137-60           | weitere Bilder  |

### Andere Ortsteile
| Lage                                           | Objekt                                    | Beschreibung | Akten-Nr.     | Bild                  |
| ---------------------------------------------- | ----------------------------------------- | --- | ------------- | --------------------- |
| Attenkam (Standort)                            | Kapelle                                   | Tonnengewölbter Satteldachbau mit Glockenstuhl, wohl noch 17. Jahrhundert; mit Ausstattung. | D-1-73-137-28 | weitere Bilder        |
| Attenkam 10 (Standort)                         | Wegkreuz                                  | Hölzernes gefasstes Kruzifix in barockisierenden Formen mit Wettermantel, bezeichnet 1933. | D-1-73-137-68 | weitere Bilder        |
| Bolzwang (Standort)                            | Kapelle                                   | Satteldachbau mit dreiseitigem Chorschluss und Dachreiter, wohl 1. Hälfte 19. Jahrhundert; mit Ausstattung. | D-1-73-137-30 | weitere Bilder        |
| Bolzwang 1 (Standort)                          | Getreidekasten                            | Erdgeschossiger Blockbau mit Flachsatteldach, 18. Jahrhundert, versetzt. | D-1-73-137-31 | Getreidekasten        |
| Bruckmaier 1 (Standort)                        | Bauernhof                                 | Einfirsthof, zweigeschossiger Satteldachbau mit Balusterlauben, Aussägearbeiten am teilverschalten Giebelfeld und traufseitigem Bundwerk, im Kern bezeichnet 1717, Dach 19. Jahrhundert, Bemalung übergangen; Getreidekasten, obergeschossiger Blockbau, 17. Jahrhundert, alter Überbau modern erweitert. | D-1-73-137-33 | Bauernhof             |
| Oberambach 1 (Standort)                        | Schlossgut Oberambach                     | Gutshof; Gutshaus, Gruppenbau bestehend aus einfirsthofähnlichem Satteldachbau mit rückseitiger Tennenauffahrt, südlichem Zwiebelturm und zweigeschossigem barockisierendem Mansardwalmdachbau mit Altane und Zwerchhaus, Einfirsthof um 1870, südlicher Anbau mit Turm 1881, sogenanntes neues Herrenhaus von John Herbert Rosenthal 1907; Ökonomiegebäude, vierflügelige Satteldachbauten um Wirtschaftshof, von J. W. Deines, 1929/30. | D-1-73-137-45 | weitere Bilder        |
| Pischetsried (Standort)                        | Wegkreuz                                  | Hölzernes Kruzifix mit barockisierendem Wettermantel, bezeichnet 1870. | D-1-73-137-70 | Wegkreuz              |
| Pischetsried (Standort)                        | Weilerkapelle                             | Kleiner Satteldachbau mit halbrunder Chornische, 18./19. Jahrhundert; mit Ausstattung. | D-1-73-137-46 | weitere Bilder        |
| Sankt Heinrich Beuerberger Straße 3 (Standort) | Katholische Filialkirche                  | barocker Saalraum mit eingezogenem Chor und westlichem Zwiebelturm, im Kern 14. Jahrhundert, Chor 1480, Erweiterung 1626 und 1753–1759, Neubau des Langhauses nach Brand 1903/04; mit Ausstattung; Friedhofsmauer, Pfeilermauer mit innenseitigen Stichbogenblenden, 17./18. Jahrhundert | D-1-73-137-47 | weitere Bilder        |
| Schallenkam (Standort)                         | Kapelle St. Kastulus                      | Barocker Saalbau mit leicht eingezogenem Chor und westlichem Zwiebel-Giebelreiter, 1678, 1740 Umbau durch Ignaz Anton Gunetzrhainer; mit Ausstattung. | D-1-73-137-48 | weitere Bilder        |
| Schallenkam 2 (Standort)                       | Ehemaliges Bauernhaus                     | zweigeschossiger verputzter Flachsatteldach-Blockbau mit Laube, verschaltem Vordach und giebelseitigem ehemaligem Stallteil, im Kern 2. Hälfte 17. Jahrhundert, rückseitiger Wirtschaftsteil abgegangen. | D-1-73-137-49 | Ehemaliges Bauernhaus |
| Sonderham, Fürstegernberg (Standort)           | Kapelle                                   | Querrechteckiger putzgegliederter Walmdachbau mit Zwiebel-Dachreiter in barockisierenden Formen, 1947/48; mit Ausstattung. | D-1-73-137-55 | Kapelle               |
| Staudach 1 (Standort)                          | Getreidekasten                            | Erdgeschossiger Blockbau, Ende 16. Jahrhundert, Überbau alt. | D-1-73-137-57 | Getreidekasten        |
| Staudach 2 (Standort)                          | Katholische Filialkirche Kirche St. Vitus | flachgedeckter Saalbau mit Spitzhelm-Giebelreiter, Anfang 16. Jahrhundert, 1862 neugotisch umgestaltet; mit Ausstattung. | D-1-73-137-56 | weitere Bilder        |
| Weidenkam 1 (Standort)                         | Schloss Weidenkam                         | Historisierende Anlage in barockisierenden Jugendstilformen, 1857 errichtet und 1911–1913 von Karl Bauer umgestaltet und erweitert; Herrenhaus, zweigeschossiger putzgegliederter Mansardwalmdachbau mit Altane am Eingangsrisalit, Belvedere und niedrigerem nördlichem Anbau; Neben- bzw. Bedienstetengebäude, erdgeschossiger hakenförmiger Mansardwalmdachbau; Ökonomie, Sattel- bzw. Walmdachbau mit Dachreiter; Gartenhaus, erdgeschossiger Walmdachbau mit offenem Säulenvorraum; Gartenpavillon, erdgeschossiger Oktogonalbau mit gebrochenem Zeltdach; Schlossmauer, Pfeilermauer mit vergitterten Oculi. | D-1-73-137-58 | Schloss Weidenkam     |
| Weidenkam 3 (Standort)                         | Ehem. Gärtnerhaus des Schlosses Weidenkam | Mansard-Halbwalmdach mit verbrettertem Obergeschoss und Giebeln sowie Eckerker, Loggien und Fledermausgauben, 1911–13. | D-1-73-137-71 | BW                    |

## Ehemalige Baudenkmäler
In diesem Abschnitt sind Objekte aufgeführt, die früher einmal in der Denkmalliste eingetragen waren, jetzt aber nicht mehr. Objekte, die in anderem Zusammenhang also z. B. als Teil eines Baudenkmals weiter eingetragen sind, sollen hier nicht aufgeführt werden. Aktennummern in diesem Abschnitt sind ehemalige, jetzt nicht mehr gültige Aktennummern.

| Lage                                       | Objekt                     | Beschreibung | Akten-Nr. | Bild |
| ------------------------------------------ | -------------------------- | --- | --------- | ---- |
| Münsing Bachstraße 34 (Standort)           | Traufbundwerk              | Traufbundwerk am Bauernhaus, erste Hälfte 19. Jahrhundert.                                                                       |           | BW   |
| Münsing Hauptstraße 54 (Standort)          | Getreidekasten             | Zugehöriger wiederaufgestellter Getreidekasten aus Schmitten, Gemeinde Seeshaupt. Bezeichnet mit dem Jahr 1597.                  |           | BW   |
| Ammerland Hauptstraße 4 (Standort)         | Gaststätte Hubertus-Klause | Bau im Landhausstil der Jahrhundertwende gegen 1900, mit Dachabwalmung, Fachwerkkniestock und Eckturm.                           |           | BW   |
| Ammerland Südliche Seestraße 29 (Standort) | Spiel- und Kinderhaus      | Kleiner Holzbau mit Bundwerk unter Verwendung älterer Teile, um 1900. Gusseiserne Brunnensäule, Ende 19. Jahrhundert, im Garten. |           | BW   |
| Attenkam 1 (Standort)                      | Bundwerk                   | Am Bauernhaus Traufbundwerk, Ende 18. Jahrhundert.                                                                               |           | BW   |
| Bolzwang 7 (Standort)                      | Bauernhaus                 | Bauernhaus mit Flachsatteldach, Blockbau-Obergeschoss, Laube und Brettermantel, zweites Viertel 18. Jahrhundert.                 |           | BW   |
| Degerndorf Kirchberg 4 (Standort)          | Bauernhaus                 | Stattliches Bauernhaus, Wohnteil mit Flachsatteldach und verschaltem Vordach, 18./19. Jahrhundert.                               |           | BW   |
| Sankt Heinrich (Standort)                  | Friedhofsmauer             | Friedhofsmauer mit Pfeilern und tiefen Stichbogenblenden auf der Innenseite, 17./18. Jahrhundert.                                |           | BW   |